# Frank Rennicke
Frank Rennicke (Braunschweig, Alemania, 18 de diciembre de 1964) es un cantautor y activista político alemán, una de las figuras clave de la extrema derecha alemana. Fue propuesto por su partido, el Partido Nacionaldemócrata de Alemania (NPD), como candidato presidencial para las elecciones de 2009, así como para la elección del año siguiente. Se describe a sí mismo como un “poeta nacional", además de autodenominarse un neonazi.
Rennicke, que canta y toca la guitarra, está fuertemente influenciado por el estilo musical de cantautores alemanes de izquierda, como Reinhard Mey. Él ha dicho que Mey es su modelo a seguir musicalmente. Está casado y tiene seis hijos.

## Letras y opiniones políticas
Sus letras por lo general cuentan con visiones de la extrema derecha. Algunas de sus canciones glorifican a la Wehrmacht, describen a la Línea Oder-Neisse como una "frontera vergonzosa" ("Schandgrenze"), califican a los polacos como "contaminadores del suelo alemán", y expresan su orgullo por Alemania. Críticas a la izquierda política también se incluyen en sus letras, así como contenido antisemita, racista, xenófobo, antisionista y antiamericanista. También describe a Rudolf Hess como un héroe, maestro y modelo a seguir. Algunas de sus grabaciones han sido clasificadas por el Departamento Federal de Medios Peligrosos para Menores, ya que su contenido puede “ser perjudicial para los jóvenes oyentes". 
Rennicke fue miembro de la organización de extrema derecha Wiking-Jugend hasta que fue prohibida en 1994, después de lo que pasó a ser miembro del Partido Nacionaldemócrata de Alemania (NPD). En 1996, el activista de extrema derecha Torsten Lemmer publicó la biografía del cantante, titulada Sänger für Deutschland: Die Biographie des Volkssängers Frank Rennicke.
En noviembre de 2000, Rennicke fue condenado a 10 meses de prisión por sedición, pero se le concedió la libertad condicional. El Tribunal Estatal de Stuttgart  anuló esta decisión y el 15 de octubre de 2002, se le condenó a 17 meses de prisión por ocho cargos de sedición y por contravenir la ley que prohíbe la distribución de escritos que "pueden ser perjudiciales para los jóvenes". De nuevo obtuvo la libertad condicional.
En 2001, Ingrid Rimland, la esposa del  negacionista del Holocausto Ernst Zündel, publicó una petición al gobierno canadiense pidiendo la liberación de Zündel, la cual fue firmada por Rennicke y su esposa Ute. Rennicke es miembro fundador del Verein zur Rehabilitierung der wegen Bestreitens des Holocaust Verfolgten (Sociedad por la Rehabilitación de los Persegudos por Negación del Holocausto), cuyos miembros fundadores también incluyen a Zündel, Gerd Honsik, Horst Mahler, Germar Rudolf, Manfred Roeder, William Stäglich, Robert Faurisson y la viuda de Otto Ernst Remer.

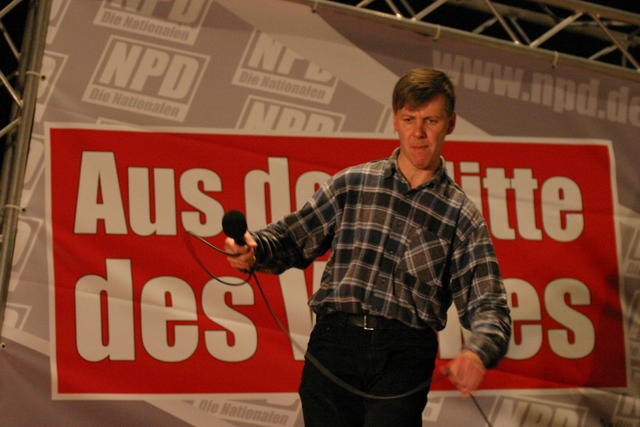
Frank Rennicke en 2006

En 2009, fue nominado como candidato para el cargo de presidente de Alemania por los partidos de extrema derecha DVU y NPD,  pero solo obtuvo sus votos (4 de 1224 electores), y no se le consideró un grave candidato por los medios de comunicación alemanes. Para las elecciones del 30 de junio de 2010, que tuvieron  que ser convocadas debido a la renuncia del presidente Horst Köhler, Rennicke fue nuevamente nominado, esta vez solo por el NPD. Recibió tres votos y se retiró después de segunda vuelta.
Rennicke desempeñó un papel destacado en el Projekt Schulhof-CD, un programa del NPD para propagar las ideas nacionalistas entre los jóvenes.

## Discografía
- 1987: Protestnoten für Deutschland
- 1989: Unterm Schutt der Zeit
- 1990: Sehnsucht nach Deutschland
- 1990: An Deutschland
- 1992: Wir singen Kampf- und Soldatenlieder
- 1993: Ich bin nicht modern... Ich fühle Deutsch
- 1994: Auslese (compilación)
- 1994: Lieder gegen die Zensur – Sehnsucht
- 1994: Wir singen deutsche Soldatenlieder
- 1994: Für Deutschland
- 1995: Trotz alledem
- 1995: Sehnsucht
- 1996: Andere(r) Lieder
- 1996: Sehnsucht nach der Heimat
- 1996: Gegen den Schutt
- 1997: Der Väter Land – Lieder für Familie, Volk und Vaterland
- 1997: Deutsche Freiheitslieder 1848
- 1997: Frühwerk-Edition Teil 1
- 1997: Frühwerk-Edition Teil 2
- 1997: Kameraden
- 1999: Hautnah (Live in Biblis)
- 2001: Anderes aufgelegt – Andere(r) Lieder Teil II
- 2001: Nur unsere Gedanken sind frei!
- 2010: Frank und Frei
- 2010: Das Lied der Deutschen
- 2013: Frank Rennicke Live in der Schweiz DVD
- 2014: Frank Rennicke Live im Thinghaus

## Obras
- 1995: Liederbuch: alle meine Lieder von Anfang an. Texte mit Gitarrengriffen.